# ساختمان پیشین شرکت بیمه عمر نیویورک
ساختمان پیشین شرکت بیمه عمر نیویورک (انگلیسی: Former New York Life Insurance Company Building) یا ساختمان برج ساعت یک ساختمان در خیابان برادوی، منهتن، نیویورک است که در سال ۱۸۹۴ ساخته شده.

## نگارخانه

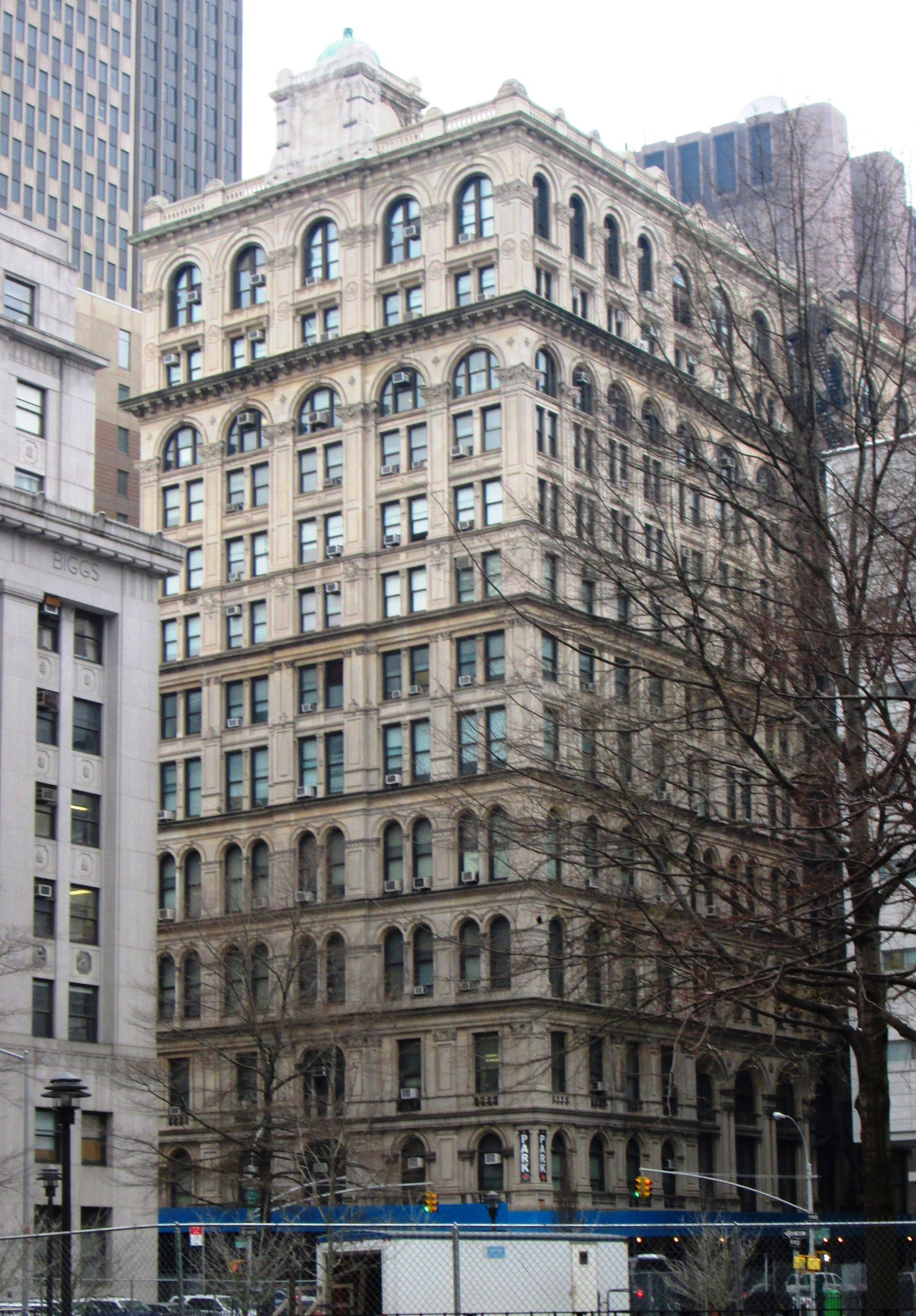
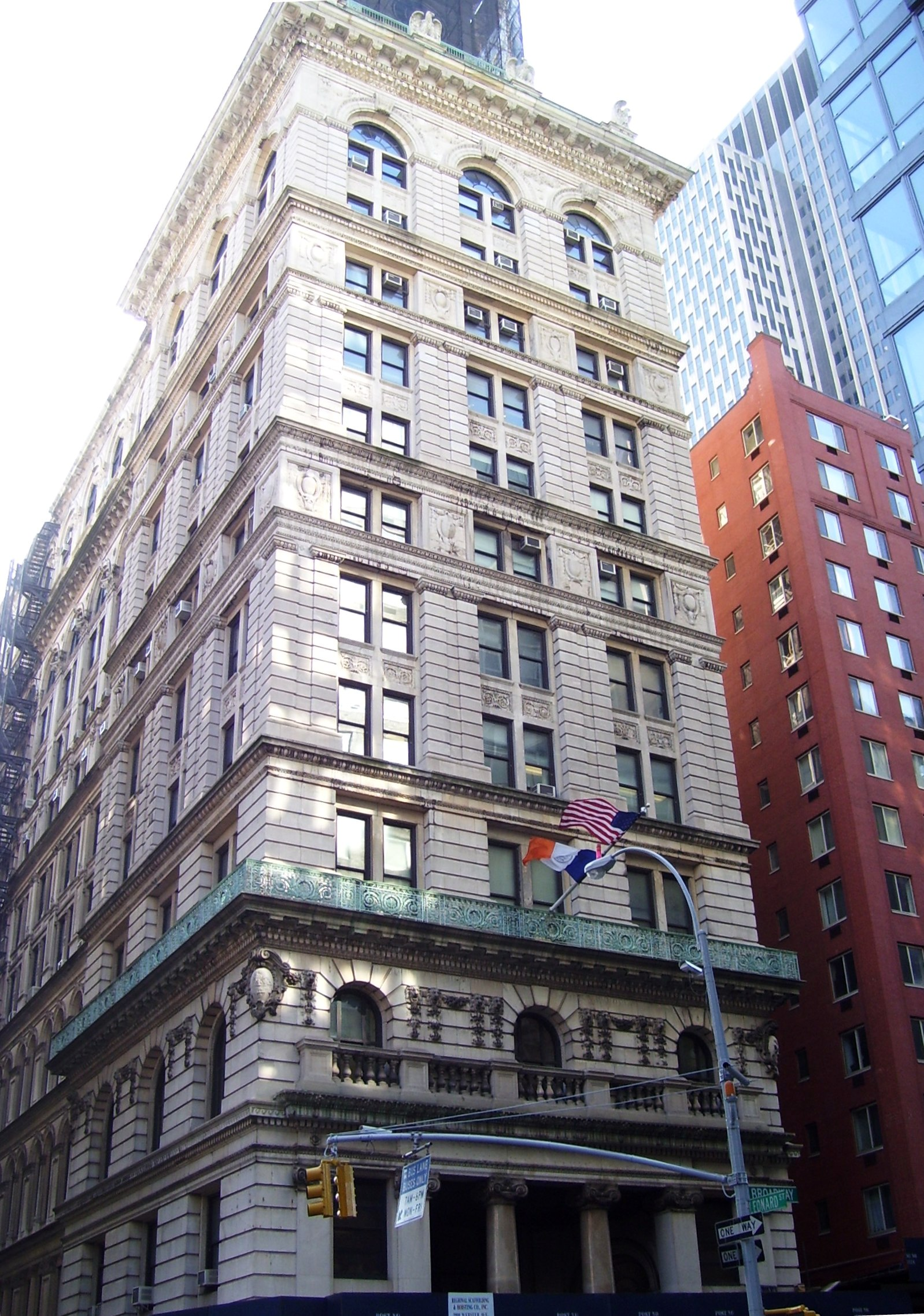